# José Gottardi Cristelli
José Gottardi Cristelli (Baselga di Piné, 21 settembre 1923 – Montevideo, 7 marzo 2005) è stato un arcivescovo cattolico italiano naturalizzato uruguaiano.

## Biografia
Nato nella frazione Faida di Baselga di Piné (all'epoca comune di Miola), nella provincia autonoma di Trento, il 21 settembre 1923.
Nel 1929, a soli sei anni, si trasferisce con i genitori Giovan Battista Gottardi e Margherita Cristelli assieme ai tre fratelli in Uruguay.

### Ministero sacerdotale
Il 15 ottobre 1950 è stato ordinato sacerdote della società salesiana di San Giovanni Bosco a Rosario in Argentina e nei primi anni è stato ispettore salesiano in tutto il Sud America.

### Ministero episcopale
Papa Paolo VI lo ha nominato, il 1º marzo 1972 vescovo ausiliare di Mercedes e vescovo titolare di Belcastro. Ha ricevuto l'ordinazione episcopale il 30 aprile 1972 dall'arcivescovo Augustin-Joseph Antoine Sépinski, coconsacranti i vescovi Andrés María Rubio García, S.D.B. e Roberto Reinaldo Cáceres González.
Lo stesso pontefice lo ha nominato, il 22 maggio 1975, vescovo ausiliare di Montevideo.
Il 5 giugno 1985, papa Giovanni Paolo II lo promuove arcivescovo di Montevideo; lo stesso papa accoglie la sua rinuncia il 4 dicembre 1998.
È morto il 7 marzo 2005 a causa di un cancro.

## Genealogia episcopale e successione apostolica
La genealogia episcopale è:
- Cardinale Scipione Rebiba
- Cardinale Giulio Antonio Santori
- Cardinale Girolamo Bernerio, O.P.
- Arcivescovo Galeazzo Sanvitale
- Cardinale Ludovico Ludovisi
- Cardinale Luigi Caetani
- Cardinale Ulderico Carpegna
- Cardinale Paluzzo Paluzzi Altieri degli Albertoni
- Papa Benedetto XIII
- Papa Benedetto XIV
- Papa Clemente XIII
- Cardinale Marcantonio Colonna
- Cardinale Giacinto Sigismondo Gerdil, B.
- Cardinale Giulio Maria della Somaglia
- Cardinale Carlo Odescalchi, S.I.
- Cardinale Costantino Patrizi Naro
- Cardinale Lucido Maria Parocchi
- Papa Pio X
- Cardinale Gaetano De Lai
- Cardinale Raffaele Carlo Rossi, O.C.D.
- Cardinale Amleto Giovanni Cicognani
- Arcivescovo Augustin-Joseph Antoine Sépinski, O.F.M.
- Arcivescovo José Gottardi Cristelli

La successione apostolica è:
- Vescovo Rodolfo Pedro Wirz Kraemer (1985)
- Vescovo Orlando Romero Cabrera (1986)
- Vescovo Luis del Castillo Estrada, S.I. (1988)